# Springer Spektrum
Springer Spektrum, zuvor Spektrum Akademischer Verlag (SAV), ist ein Fachverlag bzw. Wissenschaftsverlag für Sachbücher, wissenschaftliche Publikationen und Lehrbücher.

## Geschichte
Der Spektrum Akademischer Verlag (SAV) wurde 1991 in Heidelberg gegründet. Er war ein Ableger von Spektrum der Wissenschaft Verlagsgesellschaft, in dem die deutschsprachige Ausgabe des Scientific American, die Zeitschrift Spektrum der Wissenschaft, erschien.
Zum 1. Januar 2003 erwarb Elsevier Science den Spektrum Akademischer Verlag sowie den Medizinverlag Urban & Fischer, den medizinischen Buchversand Oscar Rothacker und die SFG Servicecenter Fachverlage GmbH von der Verlagsgruppe Georg von Holtzbrinck.
2006 setzte SAV etwa sieben Millionen Euro um. Im Juli 2007 wurde bekannt, dass Springer Science+Business Media „die Vermögen und Verbindlichkeiten von Spektrum Akademischer Verlag (SAV) von Elsevier erwirbt“.
Im Jahr 2012 ist Springer Spektrum aus dem 1991 gegründeten Spektrum Akademischer Verlag sowie den deutschsprachigen naturwissenschaftlichen und mathematischen Programmen von Vieweg+Teubner (heute: Springer Vieweg) und vom Springer-Verlag entstanden.

## Programm
Das Verlagsprogramm umfasst rund 900 zum Großteil deutschsprachige Lexika, Bücher und drei Zeitschriftentitel aus den Bio- und Geowissenschaften, der Astronomie, Chemie, Informatik, Mathematik, Physik und Psychologie.